# Agrostis tandilensis
Agrostis tandilensis là một loài thực vật có hoa trong họ Hòa thảo. Loài này được (Kuntze) Parodi mô tả khoa học đầu tiên năm 1943.